# إنزكان
إنزكان، هي مدينة مغربية في عمالة إنزكان أيت ملول بجهة سوس ماسة، تقع على الضفة الشمالية لنهر سوس على بعد حوالي 11.5 كيلومتر جنوب أكادير على ساحل المحيط الأطلسي في المغرب. تضم 742 129 نسمة حسب الإحصاء العام للسكان والسكنى لسنة 2014. يحدها من الشمال مدينة الدشيرة الجهادية، ومن الشرق مدينة أيت ملول ومن الغرب مدينة أكادير.
تعتبر إلى حد ما ضاحية لأغادير الأكبر، إلا أن إنزكان تحافظ على هويتها كمدينة مغربية/أمازيغية نموذجية، وتختلف عن مدينة أغادير التي تركز على السياحة. تعتبر إنزكان الواقعة عند ملتقى الطرق السريعة N1 وN8 وN10، مركزا هاما للنقل في منطقة سوس ماسة. الجدير بالذكر أن إنزكان سجلت درجات حرارة عالية، حيث وصلت أعلى درجة حرارة قياسية إلى 51.7 درجة مئوية (125.1 درجة فهرنهايت)، على الرغم من أن هذا الرقم لا يزال موضع خلاف.
تشتهر إنزكان بأسواقها ومجوهراتها الفضية، بالإضافة إلى سوق الخضار والفواكه والتوابل. يوم الثلاثاء هو يوم السوق الرئيسي، حيث يأتي الناس من جميع القرى المجاورة لبيع بضائعهم وشراء مؤن الأسبوع.

## التسمية
يعتقد أن اسم إنزكان مشتقا من الكلمة الأمازيغية ⴰⵏⵣⵉⴳ-ⴰⵏ وتعني "الكهف" أو "ذلك الكهف"، إذ كانت ولا تزال توجد كهوف في هذه المنطقة.

## تاريخ المدينة
يعود تاريخ المدينة إلى العصور المبكّرة، حيث كانت في الأصل عبارةً عن قرية صغيرةٍ وقديمةٍ للغاية، وقد نشأت حول ضريحٍ على موضعٍ صخريٍ مرتفع بالقرب من مجرى وادي سوس، وهو ما جعلها تستفيد من وفرة المياه ومن الأراضي الخصبة التي استعملتها في الزراعة، كما وفّر لها الحماية حيث جنّبها علوّ الموضعِ فيضانات الوادي ودفع عنها الهجمات الأجنبية. كما أنها قد شكّلت منذ تأسيسها ولزمنٍ غير بعيدٍ العاصمة الإدارية والاقتصادية لقبيلة كسيمة ولقبائل أخرى.
وخلال عهد الحماية على سهل سوس، تعزّز الدور الإداري لإنزكان، بعدما اتخذتها سلطات الحماية عام 1925م مقراً لإدارة غرب سهل سوس وكذا لمراقبة قبائله الغربية. كما تمّ بجوارها تشييد أكبر قاعدةٍ عسكريةٍ جنوب الأطلس الكبير قرب قرية بنسركاو، وهو ما ساهم في تعزيز الدور الاقتصادي لإنزكان التي أصبحت تحتل مركزاً تجارياً مهماً في المنطقة، بعد أن شهدت نهضةّ اقتصادية خلال سنة 1930م، والتي أدت إلى نزوح أعدادٍ كبيرة من المغاربة والأجانب إلى إنزكان، بغرض الانتفاع من الفرص التي أضحت توفرها. وقد ظفرت إنزكان ساعتها بالعديد من المبادرات الرسمية في التجهيز والتهيئة والتعمير، مما أهلّها لتصبح مدينةً إبان الحرب العالمية الثانية، حيث شهدت المدينة تهيئة شبكةٍ من الطرق المعبّدة، وإنشاء مجموعة من الأحياء والشوارع، مثل حي العصافير (حي واد الذهب حالياً)، وإنشاء حي خاص بضباط الحماية (قرب طريق أكادير)، كما تمّ بناء مجموعة من المصالح الإدارية والمؤسسات الاجتماعية والاقتصادية. وهو ما أدى إلى تزايد عدد السكان إلى أكثر من 4,650 نسمة بحلول عام 1952م.
وبعد استقلال المغرب، شهدت مدينة إنزكان العديد من التطوّرات والتحولات المهمة، والتي جعلت منها إلى جانب مدينة أكادير قطباً حضرياً بارزاً بمنطقة سوس. خاصة بعد زلزال أكادير سنة 1960م، الذي سمح لمدينة إنزكان بتعويض العديد من مهام مدينة أكادير المنكوبة، واستقطاب مجموعة من الدوائر التجارية والمصالح الإدارية التي كانت بالمدينة المنكوبة قبل الزلزال. وهو ما أدّى إلى تزايد عدد السكان وتوسّع المدار الحضري للمدينة، بفعل ارتفاع عدد المهاجرين إليها.

## النقل والمواصلات
تتميز المدينة بمحطة طرقية ضخمة ذات رواج كبير، لكنها تفتقر للتنظيم، ومن المنتظر أن يتم بناء محطة طرقية جديدة بمواصفات حديثة. تتوفر المحطة الطرقية الحالية لإنزكان على حافلات لنقل المسافرين ورحلات من وإلى مختلف المدن في المغرب. كما يمكن للمسافرين عبر هذه المحطة إكمال سفرهم من خلال سيارات الأجرة وحافلات شركة ألزا التي تتوفر بدورها على العديد من الخطوط إنطلاقاً من المحطة الطرقية إنزكان.

## أحياء المدينة
- حي مسدورة
- حي تغزوت
- حي أسايس
- حي الموظفين
- حي الرمل
- حي البام
- حي تاركنا
- حي تراست
- حي الجرف
- حي بوجديك
- حي درب علي واحمان

## وصلات خارجية
- الصفحة الرسمية للجماعة الحضرية لإنزكان في فايسبوك